# Хаджикостова кула
Хаджикостовата кула (на македонска литературна норма: Хаџи Костовата Кула) е средновековна отбранителна кула в град Кратово, Северна Македония.
Според стиловите си характеристики кулата на хаджи Коста е изградена по време на Османската империя. Тя е една от 12-те съществували отбранителни кули в Кратово.
Хаджикостовата кула се намира близо до Еминбеговата и Кръстевата. Хаджикостовата, както и другите, има правоъгълна основа. От кулата на хаджи Коста са запазени приземният и части от първия етаж, докато останалата част е разрушена в 1929 година. Останките от кулата са консервирани в 1957 година. Изградена е от камък и хоросан.